# 金屬硼球烯

Ca@B40

在化學當中，金屬硼球烯是在硼球烯(B40)中封有金屬原子的分子，硼球烯(B40)於2014年七月發現及發表。金屬硼球烯與金属富勒烯構型相似，皆為球型碳當中包圍著金屬離子。
最近研究顯示，金屬硼球烯包含內包金屬硼球烯及外包金屬硼球烯。內包金屬硼球烯為內部包裹著一個金屬原子的硼球烯，如:鈣@B40及鍶@B40；外包金屬硼球烯為金屬原子在硼球烯的腰部相互連結形成圍繞式的七邊形將其包裹住。如: 鈹&B40及鎂&B40。『@』及『&』表示原子是在金屬硼球烯內部或在金屬硼球烯外部連結形成圍繞式的七邊形將其包裹住。